# リトアニア地域党
リトアニア地域党（リトアニア語: Lietuvos regionų partija、略称: LRP）は、リトアニアの社会民主主義政党。2018年、リトアニア社会民主党 (LSDP) から除名された議員を中心に、リトアニア社会民主労働党（リトアニア語: Lietuvos socialdemokratų darbo partija、略称: LSDDP）として結党された。

## 歴史
リトアニア社会民主党 (LSDP) は2016年の国会議員議会選挙後にリトアニア農民・緑の連合 (LVŽS) と連立を組んでいたが、社会民主党幹部は2017年9月に連立からの離脱を決定した。しかし社会民主党会派所属の国会議員19人（労働党所属の議員2人を含む）のうち12人はこの決定に反対した。連立からの離脱に反対した所属議員は、同党を離党するか、社会民主党の指導部によって党から除名されるかした。
2017年10月末、ゲディミナス・キルキラス元首相が新党の結党を宣言した。なお、同月には「リトアニア社会民主労働党」という名称の法人が登録されていた。そして2018年3月24日、リトアニア社会民主労働党 (LSDDP) の結党大会が開かれ、キルキラスが党首に就いた。4月16日、同党は正式に政党として登録された。
2019年の大統領選挙で、社会民主労働党は首相のサウリュス・スクヴェルネリス候補を支持。同時期に行われた欧州議会議員選挙で、同党は議席を獲得することができなかった。
2020年の国会議員選挙では、小選挙区で3議席を獲得。比例では、全体の得票率が3.2%にとどまり、議席を獲得することができなかった。
2021年6月、キルキラスに代わってヨナス・ピンスクスが党首に就任。7月、党名をリトアニア地域党 (LRP) に改めた。
2024年4月20日、党創立者のゲディミナス・キルキラスが死去。
2024年5月に実施された大統領選挙で、地域党は候補者を擁立せず、現職のギタナス・ナウセダ候補を支持。同年6月に行われた欧州議会議員選挙では、地域党は議席を獲得することができなかった。また、同年10月に行われた国会議員選挙でもふるわず、議席をすべて失う結果となった。